# آيت زغار الغربية (إمي نولاون)
آيت زغار الغربية هي إحدى مشيخات المملكة المغربية، تتبع جغرافيا لإقليم ورززات وإداريًا لإمي نولاون. يقدر عدد سكانها بـ 6128 نسمة حسب الإحصاء الرسمي للسكان والسكنى لسنة 2004.